# 佐野航大
佐野航大（2003年9月25日—），日本足球運動員，司職中場，現時效力荷甲球隊NEC奈梅亨。

## 俱樂部生涯
佐野航大高中畢業後直接加盟岡山綠雉，共出戰48場J2聯賽打進5球。
2023年8月14日，日乙聯賽球隊岡山綠雉官方宣佈，與荷甲球隊 NEC奈梅亨就佐野航大轉會達成一致，在通過奈梅亨方面的體檢後正式加盟該隊。
2024年3月2日，荷甲第24輪，漢森助攻佐野航大破門，幫助NEC奈梅亨5-2大勝福倫丹。

## 國家隊生涯
2023年2月15日，入選日本U20徵戰U20亞洲杯的大名單。3月3日，U20亞洲杯小組賽D組首輪，中國對陣日本。第66分鐘，佐野航大搓傳，熊田直紀頂遠角擊中立柱彈入球網。3月6日，U20亞洲杯D組第二輪，日本U20對陣吉爾吉斯U20。佐野航大點射破門助日本U20以3-0擊敗吉爾吉斯U20。5月8日，入選日本U20參加世青賽的20人大名單。
2024年7月，入選日本U23參加2024年巴黎奧運會的替補名單。

## 外部連結
- Soccerway資料庫：佐野航大
- worldfootball.net：佐野航大之統計數據 （英文）
- Kodai Sano at jleague.co
- Kodai Sano at jleague.jp (in Japanese)
- Kodai Sano at gekisaka.jp (in Japanese)